# Roberto Clemente
Roberto Clemente Walker (Carolina, 18 d'agost de 1934 - San Juan, 31 de desembre de 1972) va ser un beisbolista porto-riqueny de la Major League Baseball dels Estats Units d'Amèrica. Va guanyar dues Sèries Mundials de beisbol amb l'equip amb qui va jugar la seva vida professional: els Pittsburgh Pirates. Ha estat considerat un dels millors jardiners drets de la història, havent rebut dotze Guants d'Or en la seva carrera. També va ser un destacat batedor que va obtenir quatre títols individuals i que va arribar a la xifra de 3,000 hits. Clemente va ser el jugador més dominant de la dècada dels anys 1960 en la gran carpa, malgrat ser triat solament una vegada com a Jugador Més Valuós de la Lliga Nacional de Beisbol l'any 1966.
Va defensar la imatge dels jugadors llatinoamericans i l'educació esportiva de la joventut del seu país. Va morir en accident aeri acompanyant el transport d'un carregament d'ajuda per a les víctimes del Terratrèmol de Managua de 1972. En el seu nom s'atorga el Premi Roberto Clemente com a reconeixement als qui realitzen labors comunitàries.